# クリストフ・フォン・バーデン＝ドゥルラハ
クリストフ・フォン・バーデン＝ドゥルラハ（ドイツ語：Christoph von Baden-Durlach, 1684年10月9日 - 1723年5月2日）は、バーデン＝ドゥルラハ辺境伯家の公子で、名目上のバーデン＝ドゥルラハ辺境伯。

## 生涯
クリストフはバーデン＝ドゥルラハ辺境伯フリードリヒ7世マグヌスと、シュレースヴィヒ＝ホルシュタイン＝ゴットルプ公フレゼリク3世の娘アウグスタ・マリーの息子である。バーデン＝ドゥルラハ辺境伯カール3世ヴィルヘルムの弟である。

## 結婚と子女
1711年12月4日にライニンゲン＝ダグスブルク伯ヨハン・カール・アウグストとヨハンナ・マグダレーナ・フォン・ハーナウ＝リヒテンベルクの娘マリー・クリスティーネ・フェリーツィタス（1692年12月30日 - 1734年6月3日）と結婚した。この結婚で以下の子女が生まれた。
- カール・アウグスト（1712年11月14日 - 1786年9月30日） - バーデン＝ドゥルラハ辺境伯領の摂政。ユリアネ・シュミットと結婚。
- カール・ヴィルヘルム・オイゲン（1713年11月13日 - 1783年5月9日） - 軍人、1743年に兄と共にバーデン＝ドゥルラハ辺境伯領の統治に加わった。
- クリストフ（1717年6月5日 - 1789年12月18日） - 1779年11月28日にカタリーナ・ヘリッシャーと結婚

クリストフの死後、マリー・クリスティーネ・フェリーツィタスはザクセン＝アイゼナハ公ヨハン・ヴィルヘルムの4番目の妃となった。
2人の息子が貴賤結婚をし、息子1人は未婚であったため、後にルイーゼ・カロリーネ・フォン・ガイヤースベルクとの貴賤結婚によりバーデン大公カール・フリードリヒの子孫の相続権をめぐって論争が始まったとき、クリストフの子孫もバーデン＝ドゥルラハ家の存続に貢献できなかった。